# Tygrysi rejs
Tygrysi rejs (ang. Tiger Cruise, 2004) – amerykański film familijny wyprodukowany przez Disney Channel.

## Fabuła
Maddie Dolan (Hayden Panettiere) próbuje przekonać swojego tatę, komandora Gary’ego Dolana (Bill Pullman), aby zakończył karierę w marynarce wojennej i powrócił do domu. Aby osiągnąć swój cel, dziewczyna zgadza się na uczestniczenie w operacji zwanej „Tygrys”, tygodniowym rejsie dla członków rodzin załogi lotnictwa okrętem, na którym stacjonuje jej ojciec. Podczas wyprawy nadchodzi wiadomość o atakach terrorystycznych na World Trade Center z 11 września 2001 roku. Maddie widząc poświęcenie i odwagę swojego ojca przekonuje się, jak ważne jest jego oddanie się służbie krajowi.

## Obsada
- Hayden Panettiere – Maddie Dolan
- Bill Pullman – komandor Gary Dolan
- Barbara Diven – Kate Dolan
- Jennette McCurdy – Kiley Dolan
- Bianca Collins – Tina
- Nathaniel Lee Jr. – Anthony
- Mercedes Colon – Grace
- Mehcad Brooks – Kenny
- Jansen Panettiere – Joey
- Lisa Dean Ryan – Diane
- Troy Evans – Chuck Horner
- Ty O’Neal – Danny Horner
- Gary Weeks – sierżant Tom Hillman
- Mark Christopher Lawrence – Pop